# Synthia Saint James
Pour les articles homonymes, voir Saint James.
Synthia Saint James, née le 11 février 1949 à Los Angeles, est une illustratrice, écrivaine, conférencière et éducatrice américaine. Elle est surtout connue pour avoir dessiné la couverture originale de l'édition cartonnée du livre de Terry McMillan, Waiting to Exhale. Elle a également conçu le premier timbre de Kwanzaa pour le service postal des États-Unis, émis pour la première fois en 1997, et le timbre Kwanzaa Forever, émis en 2016. 

## Biographie
Synthia Saint James a grandi à Los Angeles, en Californie, et dans le Bronx, à New York. Elle a vendu son premier tableau à New York à l'âge de 20 ans. Elle vit actuellement à Los Angeles.

### Carrière
En 1976, Synthia Saint James est apparue dans le film Emma Mae (également connu sous le nom de Black Sister's Revenge (en)). Le film se déroule à Compton, en Californie, et elle y joue le rôle d'Ulika Stansell, cousine du personnage-titre Emma Mae.
Saint James a eu sa première exposition d'art solo en 1977 au Inner City Cultural Center de Los Angeles, en Californie, où elle a étudié les arts du spectacle. En 1980, elle a participé à sa première exposition internationale à Paris, en France.
Elle a reçu un doctorat honorifique (Doctor of Humane Letters) de la Saint Augustine's University, à Raleigh, en Caroline du Nord, le 8 mai 2010.
Saint James se rend chaque année dans des collèges, des universités et d'autres lieux pour donner des conférences et diriger des classes de maître et des ateliers.